# Classe 1939
La classe 1939 o classe Elbing era una classe di torpediniere della Kriegsmarine tedesca, attiva durante la seconda guerra mondiale; le navi di questa categoria erano essenzialmente dei piccoli cacciatorpediniere, molto più economiche di questi ultimi, con meno artiglierie ma con altrettanti siluri e mine.

## Caratteristiche
La costruzione di queste navi ebbe luogo nel cantiere Schichau in Elbing (oggi Elbląg), da cui il nome in codice alleato per la classe. I primi esemplari vennero commissionati alla fine del 1940, mentre l'ultimo entrò in servizio alla fine del 1944. Il dislocamento di queste navi le faceva assomigliare a dei piccoli cacciatorpediniere, ma in condizioni operative dimostrarono di avere una velocità più bassa (28 nodi) rispetto a questi, ma con una autonomia lievemente maggiore. Lo scarso rendimento della precedente classe di torpediniere (la classe 1935) spinse i progettisti tedeschi a concepire una nave più polivalente; le torpediniere classe Elbing vennero impiegate sia in compiti classici per navi di questo tipo (la posa di mine e l'attacco ad altre navi tramite siluri), sia in operazioni proprie dei cacciatorpediniere, come la scorta ai convogli e la protezione contraerea.
Le navi di questa classe prestarono servizio lungo le coste della Francia occidentale dal tardo 1942 fino all'agosto del 1944, e nel Mar Baltico dal marzo 1944 fino alla fine della guerra. La loro azione più famosa fu la battaglia delle Sept-Îles avvenuta la notte del 22 ottobre 1943, a 11 km dalla costa della Bretagna, quando 5 di esse appartenenti alla 4. Torpedoboot Flottillen, che stavano scortando il violatore di blocco Münsterland con un carico di gomma e metalli pregiati, si avvicinarono all'incrociatore britannico HMS Charybdis, leader di una forza navale composta da 2 cacciatorpediniere di squadra, HMS Grenville e Rocket e 4 classe Hunt, Limbourne, Wensleydale, Talybont e Stevenstone; questa forza era impegnata nell'Operazione Tunnel che consisteva nella ricerca della nave tedesca; nonostante l'inferiorità, le unità tedesche riuscirono ad avvicinarsi alle navi britanniche, lanciando 24 siluri da distanza ravvicinata. Colpito da due siluri della T23, il Charybdis affondò rapidamente, mentre il cacciatorpediniere Limbourne ebbe la prua asportata da un terzo siluro proveniente dalla T27 e dovette essere affondato poco dopo; le unità tedesche riuscirono ad allontanarsi senza essere colpite.
La torpediniera T28 partecipò all'unica operazione navale messa in atto con successo dalla Kriegsmarine per contrastare lo sbarco in Normandia il 6 giugno 1944: uscita dal porto di Le Havre insieme alle torpediniere Möwe e Jaguar della classe Möwe, la T28 contribuì al siluramento e all'affondamento del cacciatorpediniere norvegese Svenner davanti Sword Beach..
Solo 4 unità di questa classe sopravvissero fino alla fine della guerra, venendo poi spartite tra gli Alleati come bottino di guerra.

## Le navi
Le navi di questa classe non avevano un nome, ma solo una sigla identificativa da T22 a T36 (la T stava per Torpedoboot, Torpediniera in tedesco)
|     | Impostazione | Varo              | Entrata in servizio | Destino finale |
| --- | ------------ | ----------------- | ------------------- | --- |
| T22 | 1940         | 1941              | 28 febbraio 1942    | affondata il 18 agosto 1944 nel Baltico per l'urto con una mina |
| T23 | 1940         | 14 giugno 1941    | 14 giugno 1942      | acquisita dalla Marina francese e ribattezzata Alsacien, radiata nel febbraio 1955                                                                                 |
| T24 | 1940         | 13 settembre 1941 | 17 ottobre 1942     | affondata il 24 agosto 1944 vicino a Bordeaux da razzi lanciati da un aereo                                                                                        |
| T25 | 1940         | 1º dicembre 1941  | 12 dicembre 1942    | affondata il 28 dicembre 1943 durante la battaglia del Golfo di Biscaglia dagli incrociatori HMS Glasgow e HMS Enterprise                                          |
| T26 | 1941         | 18 febbraio 1942  | 27 febbraio 1943    | affondata il 28 dicembre 1943 durante la battaglia del Golfo di Biscaglia dagli incrociatori HMS Glasgow e HMS Enterprise                                          |
| T27 | 1941         | 20 agosto 1942    | 17 aprile 1943      | arenatasi nella notte tra il 28 e il 29 aprile 1944, venne affondata da una motosilurante britannica il 6 maggio, dopo ripetuti attacchi aerei                     |
| T28 | 1941         | 24 giugno 1942    | 19 giugno 1943      | acquisita dalla Marina Francese e ribattezzata Lorraine, radiata nel 1959                                                                                          |
| T29 | 1942         | 16 gennaio 1943   | 21 agosto 1943      | affondata il 26 aprile 1944 al largo delle coste della Bretagna dal cacciatorpediniere canadese HMCS Haida                                                         |
| T30 | 1942         | 13 marzo 1943     | 24 ottobre 1943     | affondata il 18 agosto 1944 nel Golfo di Finlandia per l'urto con una mina                                                                                         |
| T31 | 1942         | 22 maggio 1943    | 5 febbraio 1944     | affondata il 20 giugno 1944 nel Baltico da una motosilurante sovietica                                                                                             |
| T32 | 1942         | 17 luglio 1943    | 8 maggio 1944       | affondata il 18 agosto 1944 nel Golfo di Finlandia per l'urto con una mina                                                                                         |
| T33 | 1942         | 4 settembre 1943  | 15 giugno 1944      | acquisita dalla Marina sovietica e ribattezzata Primerniy (Примерный), radiata nel 1957-1958                                                                       |
| T34 | 1942         | 23 ottobre 1943   | 12 agosto 1944      | affondata il 24 novembre 1944 vicino a Capo Arkona per l'urto con una mina                                                                                         |
| T35 | 1942         | 11 dicembre 1943  | 7 ottobre 1944      | acquisita dalla United States Navy e ribattezzata DD 935, trasferita poi alla Marina Francese e utilizzata per trarne pezzi di ricambio; radiata il 3 ottobre 1952 |
| T36 | 1942         | 5 febbraio 1944   | 9 febbraio 1944     | affondata il 5 maggio 1945 vicino a Swinemünde da un bombardamento aereo                                                                                           |